# Luís Delfino
Luís Delfino dos Santos (Desterro, 25 de agosto de 1834 — Rio de Janeiro, 31 de janeiro de 1910) foi um médico, político e poeta brasileiro.
É considerado o segundo poeta mais importante de Santa Catarina, superado apenas por Cruz e Sousa.

## Vida
Filho de Tomás dos Santos e de Delfina Vitorina dos Santos. Casou com Maria Carolina Puga Garcia dos Santos, consórcio do qual nasceu, entre outros, Tomás Delfino dos Santos. Irmão de José Delfino dos Santos.
Morou em sua cidade natal até os dezesseis anos de idade. Mudou-se então para o Rio de Janeiro, onde se formou em medicina pela Faculdade de Medicina do Rio de Janeiro, em 1857.

## Carreira
Não publicou nenhum livro em vida, o que fez com que sua obra quase se perdesse no tempo. Sua poesia, de rima e métrica perfeitas, era publicada frequentemente na maioria dos jornais e revistas da sua época, o que o fez conhecido e amado como poeta. Foi eleito pelos colegas escritores "Príncipe dos Poetas Brasileiros" em 1898. Foi chamado também de "Victor Hugo brasileiro". 
Sua obra é imensa - escreveu mais de cinco mil poemas - e foi publicada em quatorze livros, por seu filho, Tomás Delfino dos Santos, entre 1926 e 1943.
Sua poesia vai do romantismo ao parnasianismo, passando pelo simbolismo. A perfeição na rima em métrica dá cadência e musicalidade à obra de Luís Delfino. O amor e a mulher eram seus temas preferidos.
Conhece-se colaboração sua no semanário Branco e Negro. (1896-1898).
É patrono da Academia Catarinense de Letras e Artes.
Foi senador por Santa Catarina no início da República Velha.

## Nome
Quanto à grafia de seu nome, embora a forma preferida e mais largamente usada atualmente seja "Luís" (com S), todos os seus trabalhos como senador eram assinados como "Luiz" (com Z), portanto ambas as grafias podem ser consideradas corretas.

## Obras
- O anjo de minha poesia (1852)
- História de um amor (1854)
- Origem das nuvens (1854)
- Vingança (1855)
- Amor e dever (1855)
- Hino de morte (1855)
- Memória (1855)
- Desejo de viver (1856)
- Desilusões e morte (1856)
- Gritos de um louco (1856)
- Miosótis (1856)
- A flor do vale (1857)
- A sorte (1857)
- A lâmpada eterna (1854)
- Não rasgues teu nome (1857)

## Representação na cultura
- Rua Luiz Delfino dos Santos no bairro Alvorada do município de Chapecó em Santa Catarina.
- Rua Luís Delfino dos Santos no bairro Jardim da Rosas de São Paulo em SP.
- Escola de Educação Básica Luiz Delfino na rua São José de Blumenau em SC
- Escola Municipal Luiz Delfino no bairro da Gávea no Rio de Janeiro.